# Rajakoski kraftverk

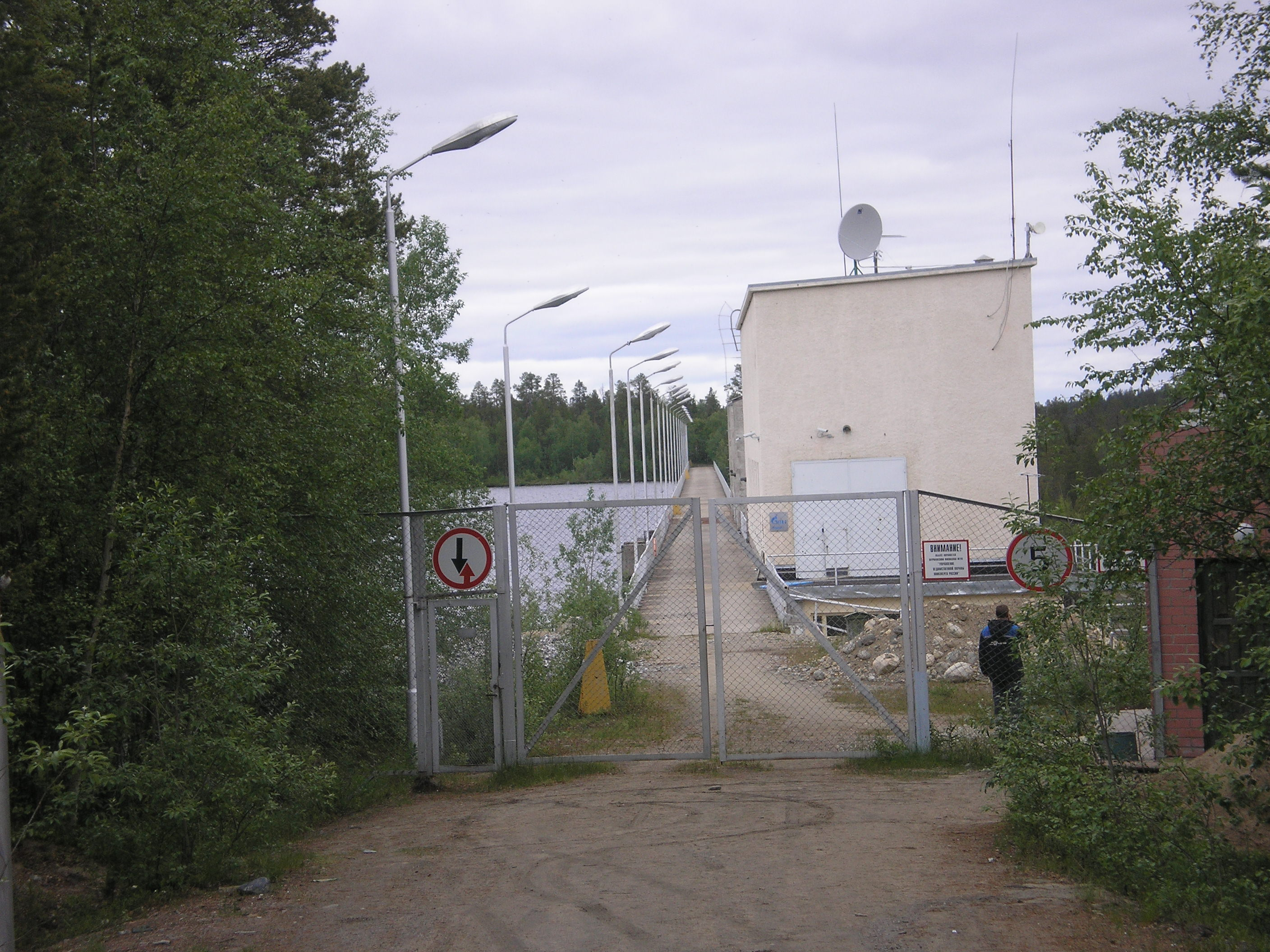
Rajakoski kraftverk

Rajakoski kraftverk (ryska: Раякоски ГЭС-6, norska: Grensefoss kraftverk) är ett ryskt vattenkraftverk i Pasvikälven i Petjenga distrikt i Murmansk oblast.
Kraftverket ligger i Jäniskoski-Niskakoskiområdet, som Sovjetunionen köpte av Finland 1947.
Rajakoski kraftverk invigdes 1956. Det ägs och drivs av det ryska energiföretaget TGK-1, ett dotterbolag till Kolskenergo (Kola energi).
Kraftverket utnyttjar ett fall på 20,5 meter i älven. Det har två kaplanturbiner och en installerad effekt av sammanlagt 43 MW.